# Gites de Payolle
Les Gites de Payolle sont un ensemble de bâtiments de villégiature conçus à partir de 1970 par Edmond Lay situé à Payolle, hameau de la ville de Campan. L'ensemble est composé d'un complexe hôtelier ainsi que 10 groupes de chalets en duplex, dont une partie est accessibles aux personnes à mobilité réduite.

## Description
Sur les plans originaux de l'avant-projet, l'ensemble, le « centre de montagne » était beaucoup plus grand et ne composait qu'un unique bâtiment, il a ensuite été envisagé des chalets suivant au moins 3 plans types différents (dont des triplex). Le projet final, qui fait face au lac de Payolle est très représentatif de l'œuvre d'Edmond Lay, tant par les jeux de toiture, que l'horizontalité du complexe hôtelier, ou de l'intégration dans l'environnement des chalets. « Devenus vétustes, ils ont bénéficié d'un grand chantier de rénovation » qui consistait en une réfection des toitures et du bardage extérieur, et pose de double vitrage et s'est achevé en 2005. La fréquentation a depuis fortement augmenté et le site retrouve sa notoriété d'antan.

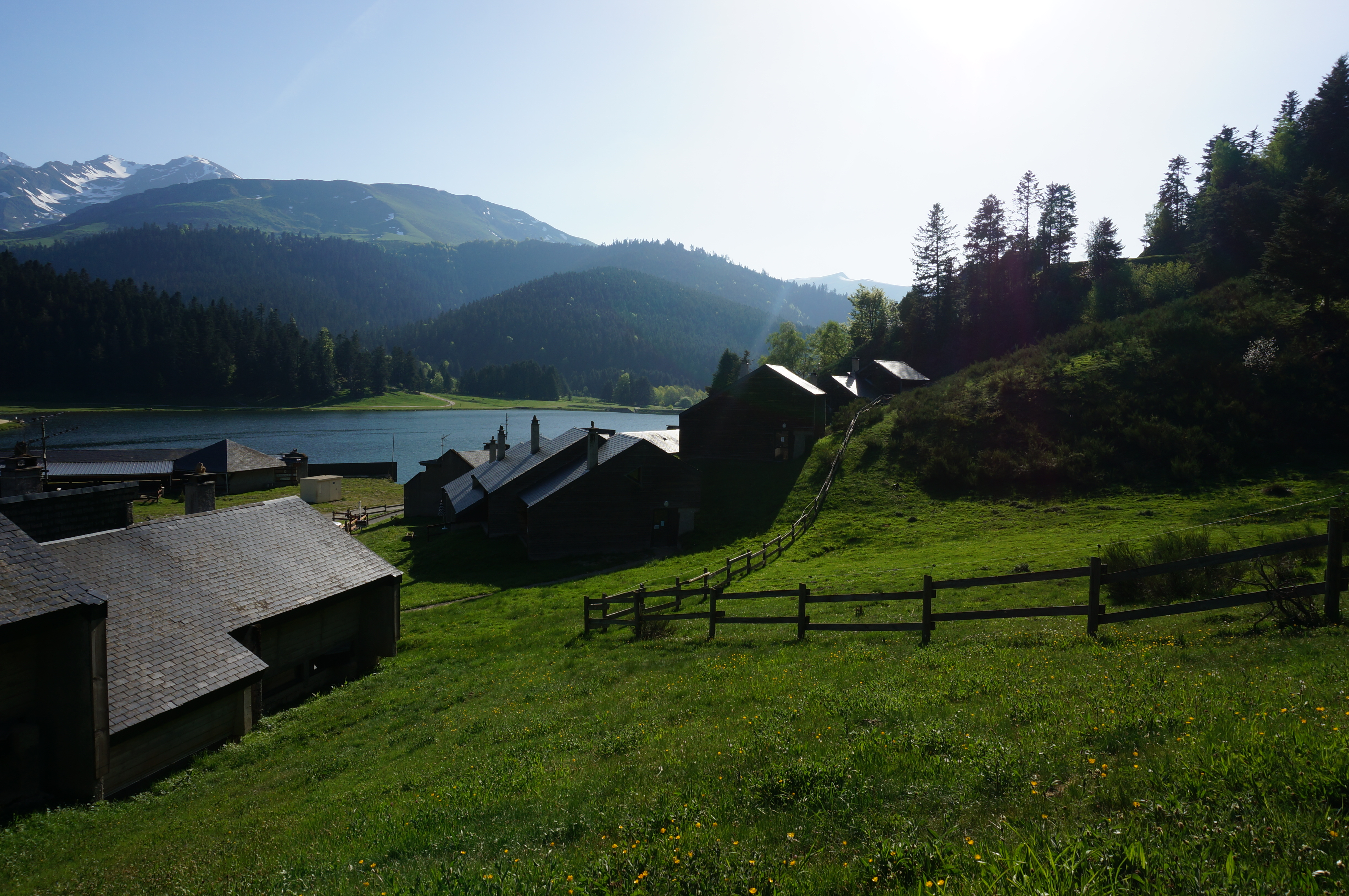
Vers le lac et le pic du midi.
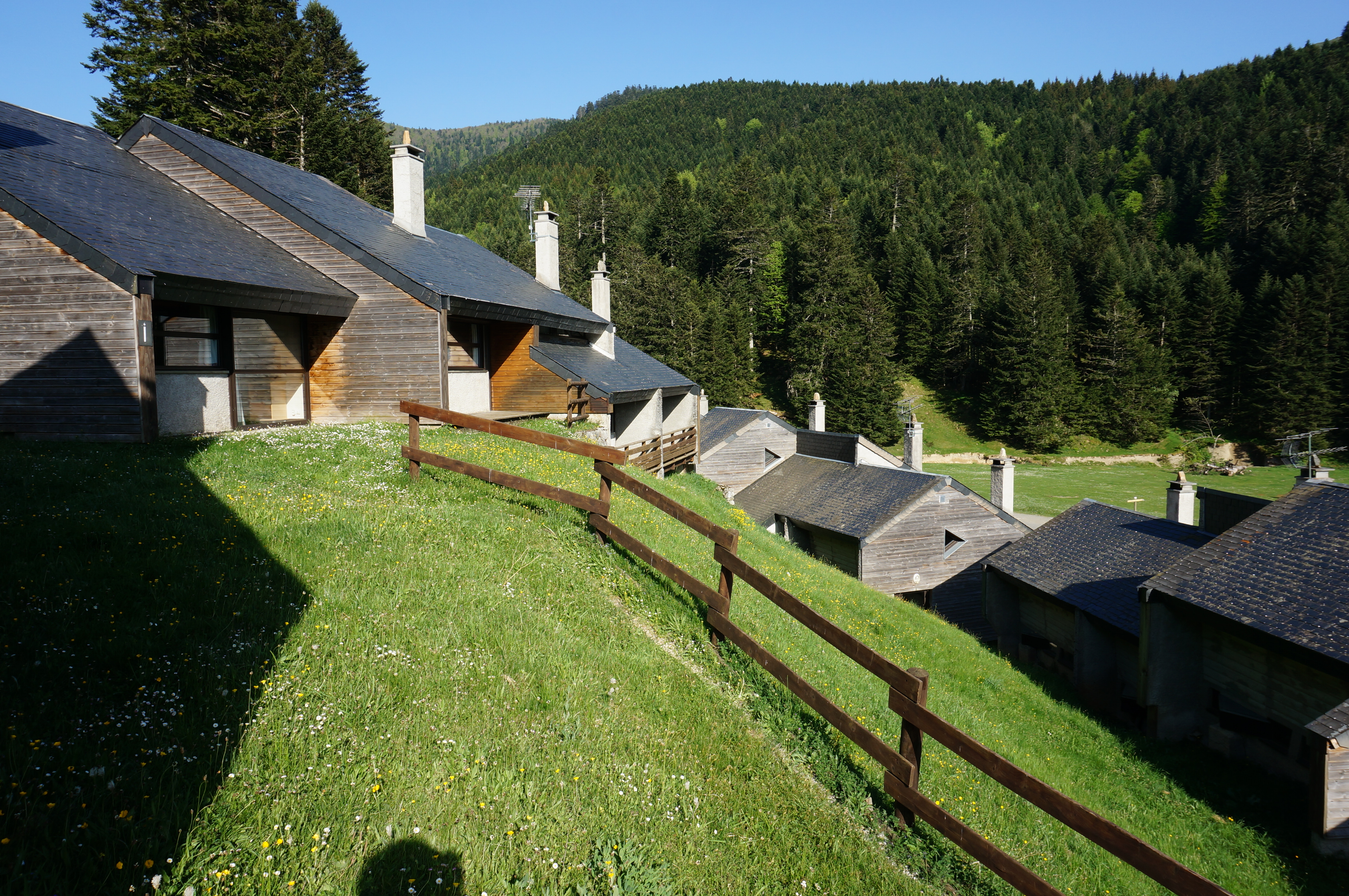
Illustration de l'organisation organique des gîtes.
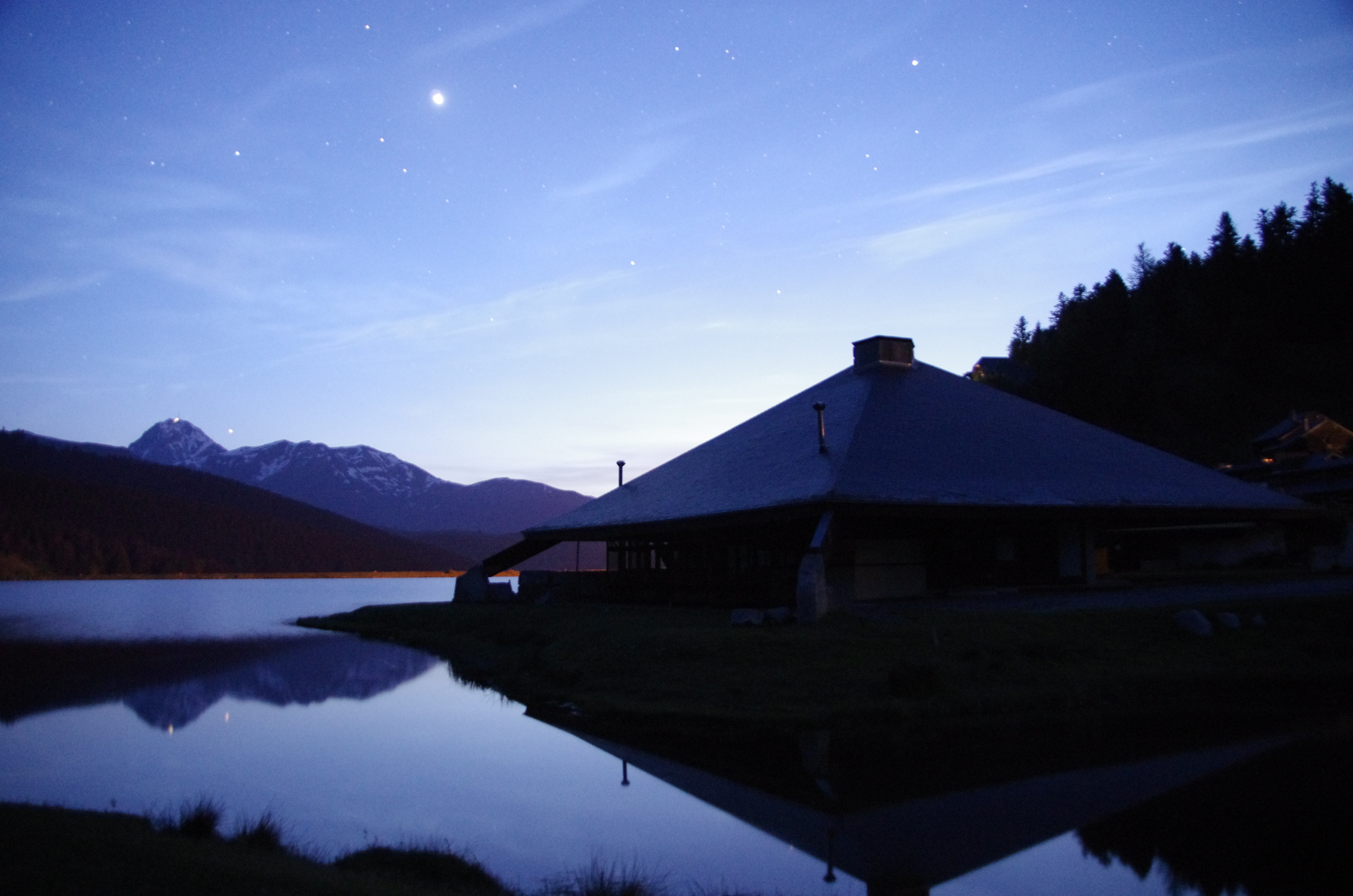
La nuit, le complexe hôtelier se reflète dans le lac.